# Verbundwerkstoff

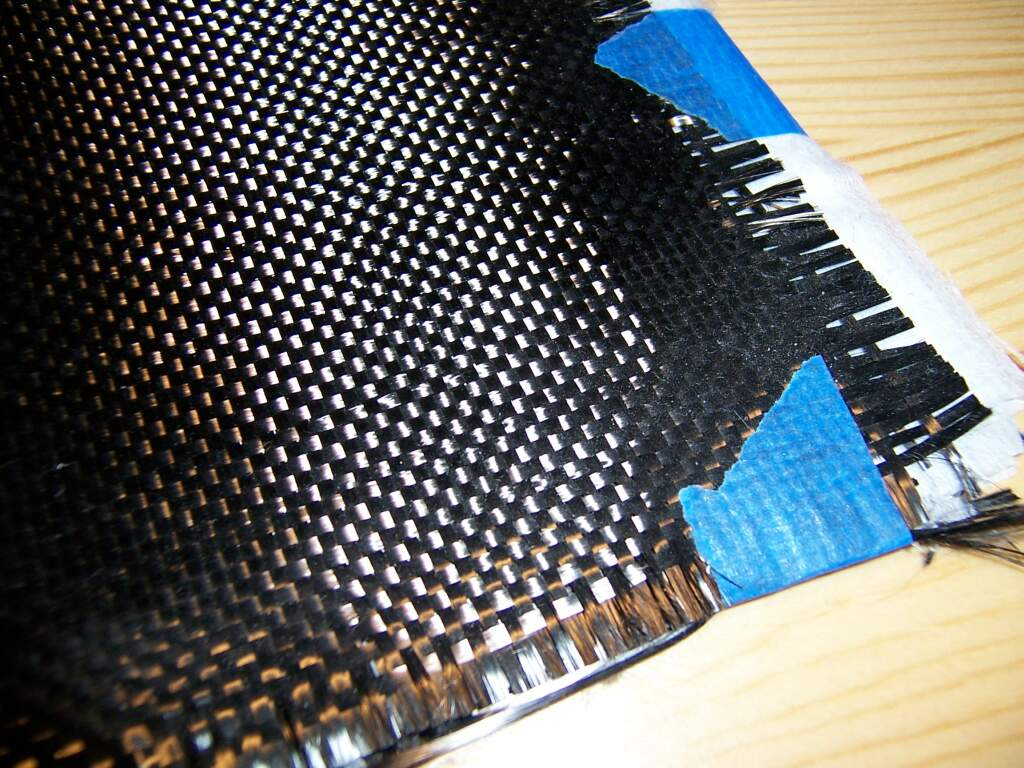
Kohlenstofffasergewebe in Leinwandbindung

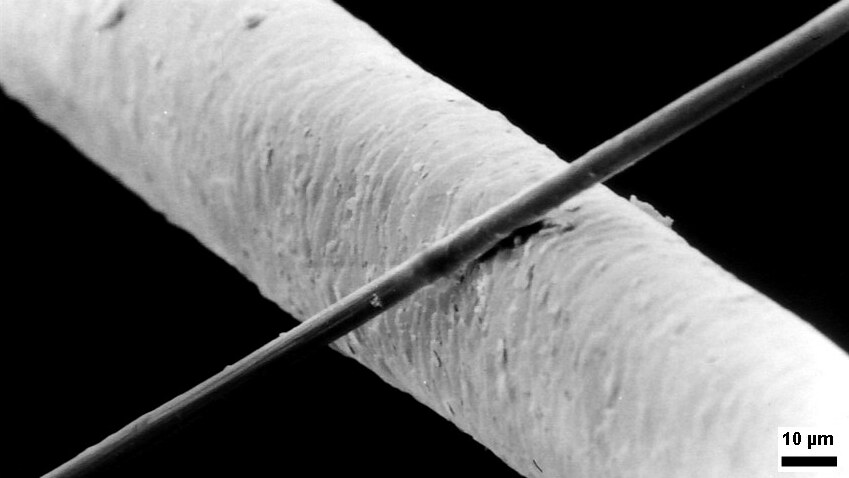
Kohlenstofffaser (oben) im Vergleich zu einem menschlichen Haar (unten)

Ein Verbundwerkstoff oder Kompositwerkstoff (kurz Komposit, englisch composite [material]) ist ein Gemisch aus zwei oder mehr sortenreinen Grundstoffen, von denen zumindest einer eine kontinuierliche Phase bildet. Die Grundstoffe, aus denen ein Kompositwerkstoff besteht, sind miteinander verbunden. Eine Lösung der einzelnen Grundstoffe untereinander findet allerdings nicht oder nur oberflächlich statt. Meist ist es von Bedeutung, eine innige Verbindung der Phasen auch langfristig und unter Belastung sicherzustellen. Verbundwerkstoffe kombinieren besonders günstige Werkstoffeigenschaften ihrer Komponenten, besitzen aber in der Regel keine Werkstoffeigenschaften, die nicht auch die Komponenten aufweisen. Für die Eigenschaften der Verbundwerkstoffe ist neben den stofflichen Eigenschaften der Komponenten auch deren Geometrie von Bedeutung. Insbesondere spielen oft Größeneffekte eine Rolle.
Gelegentlich wird auch die Bezeichnung Compound (englisch für ‚Mischung‘) für Verbundwerkstoffe mit Kunststoffanteil verwendet. Für Verpackungen auf Basis von Verbundwerkstoffen ist auch die Bezeichnung Verbundstoff gebräuchlich. Aufgeschäumte Materialien werden nicht zu den Verbundwerkstoffen gezählt. Hybridmaterialien unterscheiden sich von Verbundmaterialien dadurch, dass die Durchmischung der Bestandteile wesentlich stärker ist und die Komponenten entweder fein dispers verteilt sind oder homogene Mischphasen bilden.

## Compoundierung
Kompositwerkstoffe werden durch Compoundierung, also der Verbindung von mindestens zwei Grundstoffen, erhalten. Die Verbindung erfolgt durch Stoff- oder Formschluss oder eine Kombination von beidem. Die Ziele der Compoundierung sind vielfältig und richten sich nach den gewünschten Eigenschaften des späteren Bauteils. Hierbei sind in der Summe der Anforderungen oft Kompromisse einzugehen, da sich bestimmte Eigenschaften gegenseitig negativ beeinflussen können.
Typische Ziele der Compoundierung sind:
- Veränderung der mechanischen Eigenschaften eines Bindemittels (Grundpolymer). Hierbei werden über die Zugabe von Verstärkungs- und Füllstoffen mechanische Eigenschaften wie die Zugfestigkeit, die Bruchdehnung (s. hierzu auch Zugversuch) und die Schlagzähigkeit eingestellt.
- Farbeinstellungen. Über die Zugabe von Pigmenten oder sogenannten Masterbatches bzw. Flüssigfarben wird die gewünschte Farbe eingestellt. Manche Zugabestoffe können jedoch die mechanischen Eigenschaften sehr deutlich beeinflussen.
- Flammschutz. Durch Zugabe von Flammschutzmitteln kann verhindert werden, dass entflammbare Bestandteile entzündet werden oder nach Entfernen der Zündquelle weiterbrennen.
- Zugabe von Stabilisatoren und Stabilisatorsystemen. Gründe für die Stabilisierung sind im Wesentlichen:
  - Temperaturinitiierter Kettenabbau von Polymeren während der Verarbeitung. Diese kann durch eine zu hohe Scherung des Materials oder durch zu lange Verweilzeiten in den verarbeitenden Maschinen entstehen. Sie wird durch eine einfache, auf eine kurzfristige Belastung hin ausgelegte Stabilisierung verhindert.
  - Temperaturinitiierter Kettenabbau in der Anwendung. Kunststoffteile, welche in der Anwendung stark temperaturbelastet werden, z. B. im Motorraum eines Kfz, müssen auf diese Belastung hin stabilisiert werden.
  - Verbesserung der Witterungsbeständigkeit: Kunststoffteile in Außenbereichen sind starken Schädigungen durch Oxidation, Hydrolyse und Ultraviolettstrahlung ausgesetzt. Diese können in einem gewissen Umfang durch spezielle Stabilisatoren ausgeglichen werden. Je nach Grundpolymer und Stabilisierung können diese Effekte unterschiedlich lang aufgehalten werden.
- Zugabe von Verarbeitungshilfsstoffen. Diese Gruppe von Stoffen verbessert im Wesentlichen die Verarbeitung der Polymere. Auf diese Weise wird z. B. durch Entformungshilfsmittel die Entformung im Spritzgießprozess vereinfacht. Für die Endanwendung ist diese Gruppe von Additiven weniger relevant.

## IUPAC-Begriffsdefinitionen
Die International Union of Pure and Applied Chemistry (IUPAC) unterscheidet folgende Typen von Kompositmaterialien: Als Nanokomposite bezeichnet man Komposite, in denen zumindest eine der enthaltenen Phasen nanoskalige Dimensionen aufweist. Komposit-Laminate weisen einen schichtartigen Aufbau auf, wobei die Schichten Gespinste aus Fasern sein können. Polymerkomposite sind Kompositmaterialien, die mindestens einen Kunststoff enthalten. Keramikverstärkte Polymerkomposite bestehen aus einer kontinuierlichen Polymerphase, in der Mikropartikel oder Mikropartikelaggregate aus Keramik eingebettet sind. Polymer-Ton-Komposite enthalten in einer Polymerphase dispergierte Tonpartikel.

## Geometrische Unterteilung
Nach der Geometrie des Verbunds unterscheidet man:
- Teilchenverbundwerkstoffe, auch als Partikelverbunde[4] oder Dispersionswerkstoffe bezeichnet,
- Faserverbundwerkstoffe,
  - Kurzfaser
  - Langfaser
  - Endlosfaser
- Schichtverbundwerkstoffe, auch als Laminate bezeichnet, z. B. als Sandwichplatte
- Durchdringungsverbundwerkstoffe,
- Strukturverbundwerkstoffe.

Die Komponenten eines Verbundwerkstoffs können dabei selbst wieder Verbundwerkstoffe sein.
Bei Teilchen- und Faserverbundwerkstoffen sind Teilchen bzw. Fasern in eine andere Komponente des Verbundwerkstoffs, die Matrix, eingebettet. In Faserverbundwerkstoffen können die Fasern in einer oder mehreren bestimmten Richtungen verlaufen bzw. Vorzugsrichtungen haben.
Faserverbundwerkstoffe können schichtweise hergestellt werden, sind dadurch aber noch keine Schichtverbundwerkstoffe, wenn die aufeinanderfolgenden Schichten gleichartig sind. Der Begriff Laminat wird hier allerdings auch verwendet. Schichtverbundwerkstoffe bestehen aus aufeinanderliegenden Schichten unterschiedlicher Anzahl.
Der Spezialfall von drei Schichten, davon zwei identische Außenschichten, wird auch als Sandwichverbund bezeichnet. Häufig besteht ein Sandwichverbundmaterial aus harten, belastbaren Außenlagen und einer leichten Mittellage, die als Abstandhalter und Schubverbund dient.
Durchdringungsverbundwerkstoffe bestehen aus einem offenporigen Trägermaterial, welches mit dem matrixbildenden Bindemittel ausgefüllt wird. Sie werden zum Beispiel durch Tränken eines offenporigen gesinterten Werkstoffs (etwa einer Schaumkeramik) mit einem geschmolzenen zweiten Stoff hergestellt.

## Stoffliche Unterteilung
Aus der stofflichen Einteilung der Werkstoffe in metallische, mineralische, keramische und organische Werkstoffe ergeben sich die grundsätzlichen Kombinationsmöglichkeiten für Verbundwerkstoffe. Zu den organischen Werkstoffen zählen Polymere (Kunststoffe, Naturharze, Kautschuk), aber auch Naturstoffe wie Zellulose und Pflanzenfasern. Dabei wird anwendungsspezifisch versucht, die unterschiedlichen Vorteile der einzelnen Werkstoffe im Endwerkstoff zu kombinieren und die Nachteile auszuschließen.
| Verbundwerkstoff          | Teilchen                        | Matrix                 |
| ------------------------- | ------------------------------- | ---------------------- |
| Schleifscheiben           | keramisch                       | Polymer, Glas          |
| Hartmetall                | keramisch                       | Metall                 |
| Keramikverbunde           | keramisch                       | Keramik                |
| Spanplatten               | organisch                       | Polymer                |
| Beton                     | mineralisch                     | mineralisch, keramisch |
| Polymerbeton, Mineralguss | mineralisch                     | polymer                |
| Hartmetall                | Hartstoff (Wolframcarbidkörner) | Kobalt                 |

Optimierungsbeispiel Hartmetallverbundwerkstoff: 
Wählt man geeignete Siebelinien der Wolframcarbidkörner (z. B. 25 % 0,05–0,1 Mikrometer, 25 % 0,1–0,25 Mikrometer, 25 % 0,5–1 Mikrometer, Rest 1–2 Mikrometer), dann liegen zwischen den „großen“ Körnern wiederum kleinere und zwischen diesen noch kleinere. 
 Die metallgefüllten Spalte sind dann nur wenige Nanometer breit. Das Bindemittel entwickelt wegen fehlender Versetzungsstellen viel höhere Festigkeiten als im makroskopischen Bereich.
Beispiele für Faserverbundwerkstoffe:
- glasfaserverstärktes Glas
- Metallmatrix-Verbundwerkstoff, z. B. borfaserverstärktes Aluminium
- Faserzement (z. B. „Eternit“)
- Keramischer Faserverbundwerkstoff (z. B. kohlenstofffaserverstärktes Siliciumcarbid in Hochleistungsbremsscheiben)
- eigenverstärkte Thermoplaste (Kunststofffasern in Kunststoffmatrix der gleichen Zusammensetzung)
- Stahlbeton
- Faserbeton, Stahlfaserbeton
- Faser-Kunststoff-Verbunde
  - kohlenstofffaserverstärkter Kunststoff (CFK)
  - glasfaserverstärkter Kunststoff (GFK)
  - aramidfaserverstärkter Kunststoff (AFK)
  - naturfaserverstärkter Kunststoff (NFK)
  - Wood-Plastic-Composites (WPC)

Beispiele für Schichtverbundwerkstoffe:
- Verbundplatten (z. B. Sperrholz)
- Verbundrohre
- TiGr-Composit: Ein Werkstoff aus Titan, Kohlenstofffasern und Epoxidharz
- Glasfaserverstärktes Aluminium: Ein Werkstoff aus glasfaserverstärktem Kunststoff und Aluminium
- Sandwichplatte mit Wabenkern
- Bimetall
- Hylite, Dibond – Sandwich-Struktur aus einer Kunststoffplatte, die zwischen zwei Aluminiumplatten/-folien eingebettet ist.

## Verwendete Zuschlagstoffe

### Verstärkungsstoffe
Unter Verstärkungsstoffen (reinforcement) versteht man in Kunststoffen eingesetzte anorganische oder organische Zusatzstoffe, die die Kunststoffmatrix verstärken. Unter Verstärkung ist die Verbesserung mechanischer und physikalischer Eigenschaften, wie Elastizität, Biegefestigkeit, Kriechmechanik und Wärmeformbeständigkeit zu verstehen. Verstärkungsstoffe werden gezielt zur Verbesserung dieser Werkstoffeigenschaften eingesetzt.

#### Einteilung der Verstärkungsstoffe
Die Einteilung der Verstärkungsstoffe erfolgt einerseits nach der chemischen Zusammensetzung, andererseits nach der physikalischen Gestalt des Stoffes. So gibt es flächige Verstärkungsstoffe in Form von Gewebe, Gelege, Gestricke, Gewirke.
Ausgangsstoffe für diese flächigen Verstärkungsstoffe sind faserförmige Verstärkungsstoffe, wobei die Fasern meist aus Glas, Kohlenstoff, Aramid, Polyester – oder aus Naturprodukten wie z. B. Flachs, Jute und Holz – gebildet sind.
Neben den faserförmigen Verstärkungsstoffen gibt es auch eine Vielzahl an teilchenförmigen Verstärkungsstoffen, wie beispielsweise Talkum, Glimmer, Graphit, Aluminiumhydroxid.
Die Eigenschaften verstärkter Thermoplaste werden vor allem vom Volumenanteil des Verstärkungsstoffes, dessen Form (Formfaktor, Länge/Durchmesser-, L/D- oder Aspektverhältnis) und der Wechselwirkung an der Grenze zur Matrix beeinflusst.

#### Aspektverhältnis
Zum Füllen und Verstärken von Thermoplasten werden Zusatzstoffe stark unterschiedlicher Form verwendet. Der für die mechanischen Eigenschaften des Verbunds bedeutsame Formfaktor ist definiert als das Verhältnis seiner Länge zu seiner Dicke (L/D-Verhältnis).
- Kugelförmige und kubische Partikel haben einen Formfaktor von 1. Beispiele sind Glaskugeln oder Calciumcarbonat.
- Fasern oder andere anisotrope plättchenförmige Füllstoffe können sehr hohe Formfaktoren aufweisen und dieser liegt meist deutlich über 100.
- Plättchenförmige Verstärkungsstoffe, zu denen Schichtsilikate wie Talk und Glimmer zählen, liegen meist zwischen 5 und 50.

Verstärkungsstoffe mit hohem L/D-Verhältnis versteifen Polymermatrices in der Regel stärker als Füllstoffe mit geringerem Aspektverhältnis.
Die Verstärkungswirkung beruht darauf, dass eine angelegte mechanische Spannung von der Polymermatrix aufgenommen wird und auf den Verstärkungsstoff übertragen wird. Je größer das Aspektverhältnis des Verstärkungsstoffes ist, desto besser kann die durch die Spannung verursachte Energie im Material abgeführt werden. Eine Beschichtung der Zusatzstoffe mit Kupplungsreagenzien (sog. Koppler) kann die Verträglichkeit mit der Matrix und damit die Verarbeitbarkeit und auch die resultierenden mechanischen Eigenschaften zusätzlich deutlich verbessern. So gelingt es innovativen Compounding-Betrieben durch optimale Formulierung der Rezeptur und Einsatz von geeigneten Kopplersystemen hochqualitative Compounds herzustellen.
Plättchenförmige Verstärkungsstoffe weisen zwar meist einen geringeren E-Modul als faserförmige Verstärkungsstoffe auf, erhöhen aber den E-Modul trotzdem beträchtlich. Ein wesentlicher Vorteil der teilchenförmigen Verstärkungsstoffe ist, dass die Endeigenschaften des Kunststoffbauteils durch die Teilchenform nahezu isotrop, also richtungsunabhängig sind. Durch das Aspektverhältnis zwischen 5 und 50 sind plättchenförmige Verstärkungsstoffe, wie beispielsweise Talkum eine sehr gute Lösung, um Kunststoffe zu verstärken, gleichzeitig jedoch die Richtungsabhängigkeit der Eigenschaften nicht allzu sehr negativ zu beeinflussen.
Die Eigenschaftsverbesserung durch Verstärkungsstoffe betrifft beispielsweise:
- die Erhöhung des E-Moduls
- die Erhöhung der Biegefestigkeit
- die positive Beeinflussung des Schwindungsverhaltens
- die Verbesserung des Kriechverhaltens
- oder die Erhöhung der Wärmeformbeständigkeit.

Einsatz findet Talkum als Verstärkungsstoff beispielsweise bei der Verstärkung von Polyolefinen, wie HDPE oder PP, für einen vielseitigen Einsatz in der Auto- oder Bauindustrie. Verstärkte Polypropylencompounds sind seit ca. 30 Jahren auf dem Markt. Ende der 60er-Jahre wurden erstmals talkum- (TV) und glasfaserverstärkte (GFV) Produkte auf Basis PP angeboten.
Beispiele:
- Glasfaser: Kurz- („KGF“) oder Langglasfaser („LGF“) sind die am häufigsten zugegebenen Verstärkungsstoffe. Sie sind deutlich preisgünstiger als etwa Kohlenstofffasern.
- Kohlenstofffasern: Die leichteste, aber auch teuerste Faser für Verstärkungen.
- Wollastonit: Wollastonit ist ein Grenzfall zwischen Verstärkung und Füllung. Wegen seiner stäbchenförmigen Kristallstruktur kann aber durch Beimischung ein verstärkender Effekt erzielt werden.

### Füllstoffe

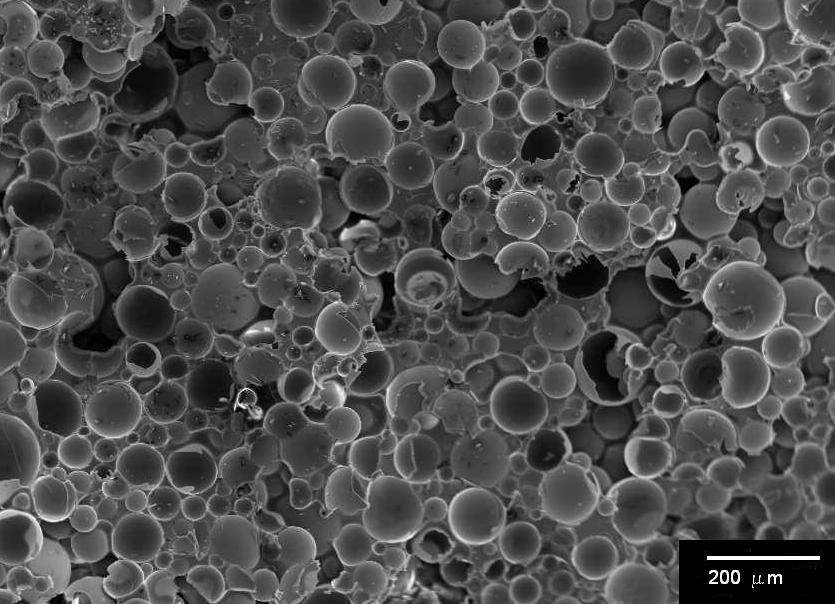
Mikroglaskugeln und Epoxidharz im Rasterelektronenmikroskop. Ein Verbundmaterial mit Mikrohohlkugeln als Füll- und Verstärkungsmaterial wird auch als syntaktischer Schaum (d. h. zusammengesetzter Schaum) bezeichnet.

- Talkum
- Kreide
- Glimmer (Mica)
- EPDM
- Bariumsulfat
- Ruß
- Mikro-Hohlkugeln
- Keramikpulver
- Metallpulver

## Häufige Compounds
- alle TPE (Thermoplastische Elastomere)
- eingefärbte Materialien
- PP mit 40 % Kreide
- PP mit 30 % Glasfaser (KGF oder LGF)
- PA 6 oder 66 mit 30 % Glasfaser (KGF oder LGF)
- ABS mit 16 % Glasfaser (KGF)
- PC mit 20 % Glasfaser
- ABS, PC, PP flammgeschützt